# Prepar3D
Prepar3D (ausgesprochen wie engl. prepared für „vorbereitet“, kurz P3D) ist eine Simulationssoftware von Lockheed Martin, die vor allem, aber nicht ausschließlich, als Flugsimulator genutzt wird. Es ist eine Weiterentwicklung des Microsoft Flight Simulator auf Basis von Microsoft ESP. Eine Lizenzierung erfolgte bis einschließlich Version 5 nur als Ausbildungs-, Trainings- und Lernsoftware und ist im Gegensatz zum Microsoft Flight Simulator explizit nicht als Unterhaltungssoftware verfügbar, seit Version 6 existiert jedoch auch ein Lizenzmodell für die Nutzung in Privathaushalten. Die erste Version erschien im Herbst 2010.

## Geschichte
Nachdem Anfang 2009 die Aces Studios, welche für die Entwicklung des Microsoft Flight Simulators verantwortlich waren, im Rahmen von Sparmaßnahmen seitens Microsofts geschlossen wurden, erwarb der amerikanische Rüstungskonzern Lockheed Martin die Lizenz und sämtlichen Quellcode von Microsoft ESP (kommerzielle FSX SP2 Lizenz). Auf dieser Basis wurde 2010 die erste Version Prepar3D V1.0 veröffentlicht.

## Versionen

### Prepar3D V1
Die erste Version war noch weitgehend identisch mit dem Microsoft Flight Simulator X mit Service Pack 2 und somit auch abwärtskompatibel zu den meisten Erweiterungen für den FSX. Es wurde von Anfang an mit verschiedenen Herstellern von Flight-Simulator-Add-ons zusammengearbeitet. So war beispielsweise eine Lockheed Constellation von JustFlight in der Grundversion von Prepar3D enthalten. Neuerungen im Vergleich zum FSX waren unter anderem Bathymetrie, wodurch nun die Möglichkeit bestand, auch Simulation unter Wasser zu betreiben, beispielsweise mit einem U-Boot. Die Software war anfangs für 499,95 USD erhältlich, seit Version 1.3 auch in verschiedenen Lizenzversionen zu unterschiedlichen Preisen (49,99 USD für die Academic- (Schüler und Studenten), 199,99 USD für die Professional- (Fachleute) und monatlichen 9,99 USD für eine Developer-Lizenz (Entwickler)) verfügbar.

### Prepar3D V2
Im Herbst 2013 erschien Prepar3D V2, eine deutliche Weiterentwicklung der Software. Wichtige Neuerungen waren die Unterstützung der DirectX 11-API, verstärkte Nutzung von Mehrkernprozessoren, Tessellation und grafischen Erweiterungen wie dynamische Schatten, HDR und volumetrischem Nebel. Zusätzlich wurden weitere Schnittstellen geschaffen, um beispielsweise die Flugeigenschaften, welche bis dahin aus dem Flight Simulator stammen, erweitern zu können. Zu den bereits verfügbaren Academic-, Professional- und Developer-Lizenzen kamen zu letzteren beiden die sogenannten Plus-Lizenzen dazu, welche für Militärorganisationen gedacht sind und zusätzlich zu den Basisfeatures auch Simulation von Waffensystemen enthalten.
Das erste Update V2.1 erschien im Februar 2014 und brachte vor allem Fehlerkorrekturen und Nutzerwünsche in die Software mit ein. So ist die Software nun auch Abwärtskompatibel zu DirectX-10-Grafikkarten.
Im April 2014 erschien V2.2, die neben diverser Fehlerkorrekturen auch Wolkenschatten und Unterstützung von Oculus Rift enthielt.
Version 2.3 wurde am 11. August 2014 veröffentlicht. Im Vordergrund standen diesmal eine große Anzahl an Fehlerkorrekturen und Performanceverbesserungen. Weiterhin wurde die Darstellung durch Erweiterung von GPU-gerenderten Prozessen verbessert. Version 2.4 mit einer Reihe weiterer Bugfixes erschien am 29. September 2014.
Version 2 wird als eigenständiges Produkt vermarktet und ist nicht als Upgrade für Prepar3D V1 verfügbar.

### Prepar3D V3
Am 30. September 2015 erschien die dritte Version. Eine große Zahl an Bugs und Problemen aus den vorherigen Versionen wurden in V3 korrigiert. Unter anderem wurde die oftmals kritisierte Überbeanspruchung des virtuellen Adressraums und der damit einhergehenden Out of memory crashes (Programmabstürze durch erschöpften Speicheradressraum) durch eine Verbesserung der internen Adressverwaltung massiv verbessert. So werden Texturen und Objekte nun deutlich schneller aus dem virtuellen Speicher entfernt, wenn diese nicht mehr benötigt werden. Fehlerbehebungen gab es auch im Bereich der Multi-GPU-Nutzung, der allgemeinen grafischen Darstellung und der Simulation. Weitere Überarbeitungen betrafen das Userinterface, die SimDirector-Funktionen und die SDK/SimConnect-Umgebung. Neu und erstmals verfügbar sind Avatare, mit denen sich der Nutzer als virtuelle Person in der Simulation bewegen kann.
Wie schon V2 ist auch V3 ein eigenständiges Produkt und nicht als Upgrade verfügbar, einzig die abonnierten Entwicklerlizenzen lassen sich umschreiben. Die Lizenzmodelle sind identisch zu V2.

### Prepar3D V4
Version 4 wurde am 23. Mai 2017 angekündigt und ist am 30. Mai erschienen. Grundlegendste Neuerung ist die Umstellung auf 64-Bit-Architektur, womit die in den vorherigen Versionen öfter eintretenden Programmabstürze durch erschöpften virtuellen Adressraum beseitigt werden, speziell bei der Nutzung speicherlastiger Add Ons. Zudem sind neue 3D-Effekte für Schnee und Regen, dynamische Beleuchtung sowie ein überarbeitetes SDK implementiert.
Mit Version 4.4 wurde die Rendering-Engine überarbeitet und unterstützt seitdem Physically Based Rendering.
Viele Hersteller namhafter Add-ons für Prepar3D waren in die Entwicklung und in den Beta-Test mit eingebunden, um bestehende oder in Entwicklung befindliche Produkte möglichst frühzeitig mit P3D V4 kompatibel zu machen.

### Prepar3D V5
Die fünfte Generation wurde am 7. April 2020 angekündigt und ist am 14. April 2020 erschienen. Zu den wichtigsten Neuerungen gehört die Unterstützung von DirectX12, unebenen Landebahnen mit voller Unterstützung für KI-Verkehr, Einführung von Nvidia WaveWorks für realistischere Ozeandarstellung, Einführung von trueSky von Simul Software für verbesserte Wolkendarstellung, Updates für über 24.000 Flughäfen sowie aktualisiertes Terrain und Küstenlinien.

### Prepar3D V6
Mit der Ankündigung von Prepar3D V6 wurde auch das Lizenzmodell umgestaltet. So gibt es erstmals eine sogenannte Personal Licence für 59,95 USD, welche die Nutzung von Prepar3D in Privathaushalten explizit gestattet und die bisherige Academic Licence ablöst. Auch das dauerhaft sichtbare Wasserzeichen der früheren Academic Licence ist in der Privatversion nicht mehr vorhanden. Gleichzeitig steigt der Preis der Professional Licence auf 350,00 USD.
Als technische Neuerungen werden eine überarbeitete optische Darstellung von Licht- und Schatteneffekten, ein überarbeitetes Atmosphärenmodell, detailliertere Flughäfen sowie ein verbesserter Aktualisierungsprozess genannt.

## Erweiterungen
Viele FSX Add Ons waren bereits ab Werk kompatibel mit Prepar3D V2 und V3, manche jedoch nur unter Einschränkungen. So waren bestimmte Szenerien nur eingeschränkt nutzbar, da die Entwicklung oft nach FS2004-kompatiblen (veralteten) Methoden stattfand. Manche Hersteller gaben kurze Zeit nach der Veröffentlichung von Prepar3D kostenlose oder kostenpflichtige Updates für ihre Produkte heraus, um sie in P3D nutzbar zu machen oder Fehler zu korrigieren. Es gibt jedoch auch Add-On-Hersteller, welche eine Nutzung ihrer FSX-Produkte in Prepar3D nicht erlauben oder gar technische Sicherheitsmaßnahmen einprogrammieren, um eine Nutzung in P3D aktiv zu verhindern.